# طواف فرنسا
طواف فرنسا (بالفرنسية:  Tour de France)‏ تلفظ: (تور دو فرونس) ويعرف أيضا بدورة فرنسا الدولية للدراجات الهوائية. هي منافسة رياضية للدراجات الهوائية أو سباق دراجات مكون من 21 مرحلة يعد أشهر وأصعب طواف في العالم في اختصاص رياضة الدراجات الهوائية.

## التَّاريخ
انطلق هَذَا السباق عام 1903، وَهُو ينظم سنويًا خِلال شهر يوليو. وتبلغ مسافته بَين 3000 و3500 كم، وفي عام 1910 دخلت بجبال البرانس ضمنَ مَجَال السباق وَفِي السنة المُوالية دخلت جبال الآلب. وَفِي عام 1919 استحدث القميص الأصفر. وتوقَّف السباق بَين 1914 و1918 بسبب الحرب العالمية الأولى ثم بدأَ ثانية في 1919، ولكنَّه توقف أيضًا بَين 1940 و1946 بسبب الحرب العالمية الثانية وأستئنف مرَّة أُخرى سنة 1947 ومنذ إستئنافه حينذاك، كَانَت أدواره تقام كلّ سنة لحد يومنا هَذَا.

### البداية
تعود جذور سباق فرنسا للدراجات إلى ظهور صحيفتين رياضيتين متنافستين، حيثُ كَانَت «لو فيلو» أول وأكبر صحيفة رياضية يومية في فرنسا،  وبلغت مَبيعاتها 80 ألف نسخة في اليوم،  وكانت منافستها ليكيب الّتِي أسسها صحفيون ورجال أَعمَال مِثل غوستاف كليمون-بايار في عام 1899، وبدأت المُنافسة بَين الصحيفتين بَعد قضية دريفوس في نهاية القرن التّاسِع عشر، والّتِي أدين فِيهَا ضابط الجيش الفرنسيّ ألفريد دريفوس ببيع الأسرار العسكريَّة للألمان، قَبل تبرئته في وَقت لاحق. عينت الصحيفة الجَدِيدَة «هنري ديجرانج» مُحررًا فِيهَا.
لَم تحقق «ليكيب» النجاح الّتِي طمحت لَه، وبينما كَانَت تطمح لتجاوز مَبيعات منافستها، أدَّت ركود مَبيعاتها لمبيعات أقل من منافستها، وعُقد اِجتِمَاع أزمة في 20 نوفمبر 1902 في الطابق الأوسَط من مَكتَب «ليكيب» في باريس، وَكَان آخر المتحدثين وَهُو أصغرهم سنًا صحفي الدرَّاجات البالغ من العمر 26 عامًا «جيو لوفيفر»،  وأقترح إقامَة سباق من فئة ستة أيام على المضمار في جَمِيع أنحاء فرنسا،  وكانت سباقات الدرَّاجات الطويلة وسيلة شائعة لبيع الصحف،  وتوقَّع أن نجاح الخُطّة سيوقف «لو فيلو» عَن الصدور،  ناقش ديجرانج ولوفيفر المُقترح بَعد الغداء، حيثُ كَان ديجرانج متشككًا من نجاحه، بينما كَان المدير الماليّ للصحيفة «فيكتور جوديت» متحمسًا،  وأعلنت «ليكيب» عَن إقامَة السباق في 19 يناير 1903.

### السباق الأول (1903)

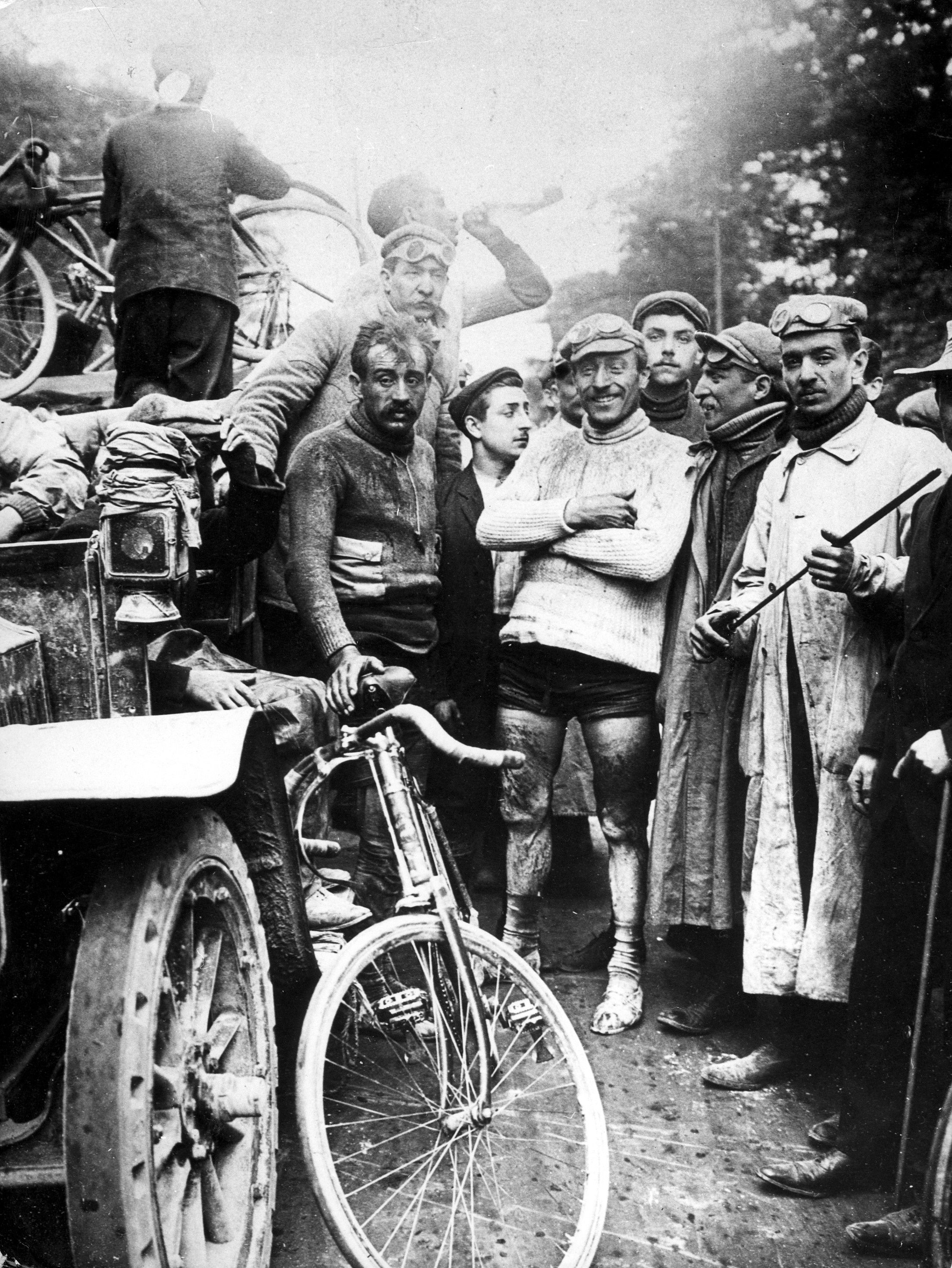
المتسابق موريس غارين (يقف على اليمين) الفائز في السباق الأول لطواف فرنسا للدراجات (1903)

أُقيم أول سباق من طواف فرنسا للدراجات في 1903، وكانت الخُطّة الأساسيّة إقامَة سباق مكون من خمس مراحل خِلال الفَترَة من 31 مايو إلى 5 يوليو، بحيث يبدأ في باريس ويتوقف في ليون ومرسيليا وبوردو ونانت قَبل أن يعود إلى باريس، ولاحقًا أُضيفت «تولوز» إلى مسار السباق ليمر عبر جنوب فرنسا من البَحر الأَبيَض المُتَوَسِط إلى المُحِيط الأطلسيّ، وكانت المراحل تبدأ في الليل وتنتهي بَعد ظهر اليوم التالي، وبدى للمنظمون أن السباق سيكون شاق للغاية،  وَلَم يستعد لِلمُشاركة فِيه سوى 15 دراجًا، وَكَان «ديجرانج» على وشك إلغاء فكرة السباق،  قَبل أن يختصر مدة السباق إلى 19 يوم، وَغير تواريخ السباق من 1 إلى 19 يوليو،  وخفض رسوم الدخول من 20 فرنك إلى 10 فرنك، وحدد الجائزة الأولى بمبلغ «12000 فرنك»، وأضاف جائزة يومية للمشاركين تَبلُغ 3000 فرنك، حيثُ يربح الفائز في السباق ستة أضعاف مَا يكسبه العمّال خِلال عام كامل،  وأدت هَذِه التغييرات لجذب نَحو 60 إلى 80 مشارك، منهم هواة وعاطلون عَن العَمَل ومغامرون.
أعلن ديجرانج عَن سباقه الجَدِيد في 1 يوليو 1903،  وبدأت الجولة الأولى من السباق في قرية «مونتجيرون»، في تمام الساعة 3:16 مساء من يوم 1 يوليو 1903، وَلَم تعرض صحيفة «ليكيب» السباق على صفحتها الأولى في ذَلِك الصباح،  وفاز في السباق موريس غارين، وشارك فِيه دراجون آخرون مِثل جوسيف فيشر، وَمَجمُوعَة من المُغامرين.
انسحب العديد من المتسابقين في مراحلة الأولية، بعدما أدركوا الجهد البدني المطلوب لإكمال السباق، وَلَم يبق سوى 24 متسابقًا في نهاية المَرحَلَة الرابعة،  وانتهى السباق في باريس في «فيل دافراي»، خارج «مطعم دو بير أوتو».

## التصنيفات
تُعرف المُنافسة الأقدم والرَئِيسيّة في سباق فرنسا للدراجات بِاِسم «التصنيف العَام»، حيثُ يُمَنح القميص الأصفر للفائز، ويُقال بأنَّ من فائز بالتصنيف العَام فاز بالسباق،  ويهدف بَعض الدرَّاجين للفوز بشكل عام، بينما ينجذب الدراجون من كَافّة الفئات إلى ثلاث تصنيفات رئيسيَّة بجانب التصنيف العَام وهي تصنيفات النقاط والجبال والفُرسان،  ويحصل قائد كلّ تصنيف من التصنيفات الأربعة قميصًا مميزًا،  ويُوجد في السباق تصنيفات ثانوية يتنافس عَلَيهَا المتسابقون.

### التصنيف العام

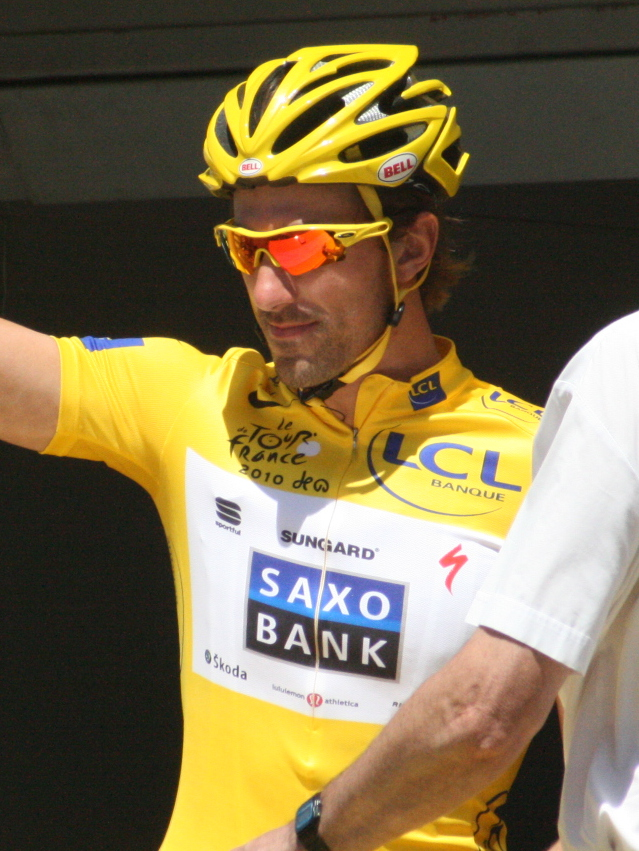
أرتدى الدراج فابيان كانسيليرا القميص الأصفر كقائد للتصنيف العام لمعظم أيام السباق دون أن يحقق الفوز في سباق طواف فرنسا 2010

يُعد التصنيف العَام التصنيف الأقدم والأكثر أهَمِيّة في سباق طواف فرنسا للدراجات،  وفيه تُجَمع أوقات المتسابقين لِجَمِيع المراحل حتَّى نهاية السباق،  ويُفوز بصدارة «التصنيف العَام» المتسابق الّذِي يحمل أقل وَقت تراكمي،  ويُحدد قائد كلّ مَرحَلَة بشكل منفرد ويحصل على القميص الأصفر على مِنَصّة التتويج بَعد انتهاء المَرحَلَة ويرتديه في المَرحَلَة التَالِيَة،  وبين عاميّ 1905 و1912 مُنح قميص التصنيف العَام وفقًا لنِظَام قائم على النقاط، بَعد مخاوف من غش الدرَّاجين في سباق 1904، وَكَان الفائز هُو المتسابق الّذِي يحصل على النقاط الأقل.
حصل الفائز في التصنيف العَام (القائد) في أول سباق في 1903 على شارة خضراء،  وَفِي سباق 1919 أُضيف القميص الأصفر مماثلًا للون صحيفة ليكيب الّتِي تُنظم السباق، وطُبع عليه اسم الصحيفة، وأصبح من ذَلِك الحين رمزًا لطواف فرنسا،  كَان أوجين كريستوف أول متسابق يرتدي القميص الأصفر، ويكافح الدراجون لِلاحتفاظ بالقميص لأطول فَترَة ممكنة، حيثُ ارتدى إيدي ميركس القميص الأصفر في 96 مَرحَلَة،  وَهُو أكبر رَقم قِيَاسيّ في تَارِيخ السباق، وفاز أربعة «فرسان» في التصنيف العَام خمس مرات في حياتهم المهنيَّة وهم جاك أنكيتيل،  وإيدي ميركس،  وبرنارد هينولت،  وميغيل إندوراين.

### تصنيف الجبال

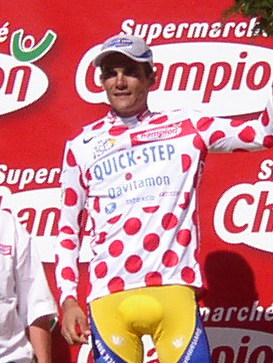
ريتشارد فيرينك في سباق فرنسا للدراجات عام 2003 مرتديًا القميص «بولكا دوت»، الفائز بتصنيف الجبال سبع مرات

يُعتبر «تصنيف الجبال» ثاني أقدم تصنيف يمنح قميص في سباق فرنسا للدراجات، وأضيف لأول مرَّة في عام 1933،  وفاز بِه فيسنتي ترويبا،  ومُنحت جوائز التصنيف لأول مرَّة في عام 1934.
خِلال المراحل الجبلية من السباق، تُمَنح نقاط لأول عِشرَة متسابقين يصلوا إلى القمة، وتختلف النقاط الممنوحة وفقًا لعدة عوامل، مِثل مسافة الصعود وشدة الانحدار، وتُمَنح نقاط أَكثَر في مراحل الصعود الصعبة، بدأَ مَنح قميص للمتصدر في تصنيف الجبال في طواف فرنسا لعام 1975، عَندَمَا قرَّر المُنظمون مَنح المتصدر قميص أبيض مميز بنقاط حمراء،  وَفِي نهاية السباق، يفوز المُتسابق الّذِي حصل على أكبر عدد من نقاط التسلق أو الصعود.
كان توزيع النقاط للجبال في حدث 2019:
| النوع | النوع         | الأول | الثاني | الثالث | الرابع | الخامس | السادس | السابع | الثامن |
| ----- | ------------- | ----- | ------ | ------ | ------ | ------ | ------ | ------ | ------ |
|       | تجاوز التصنيف | 20    | 15     | 12     | 10     | 8      | 6      | 4      | 2      |
|       | الفئة الأولى  | 10    | 8      | 6      | 4      | 2      | 1      |        |        |
|       | الفئة الثانية | 5     | 3      | 2      | 1      |        |        |        |        |
|       | الفئة الثالثة | 2     | 1      |        |        |        |        |        |        |
|       | الفئة الرابعة | 1     |        |        |        |        |        |        |        |

- تُضاعف النقاط الممنوحة لمراحل التسلق فوق ارتفاع 2000 متر.

### تصنيف النقاط

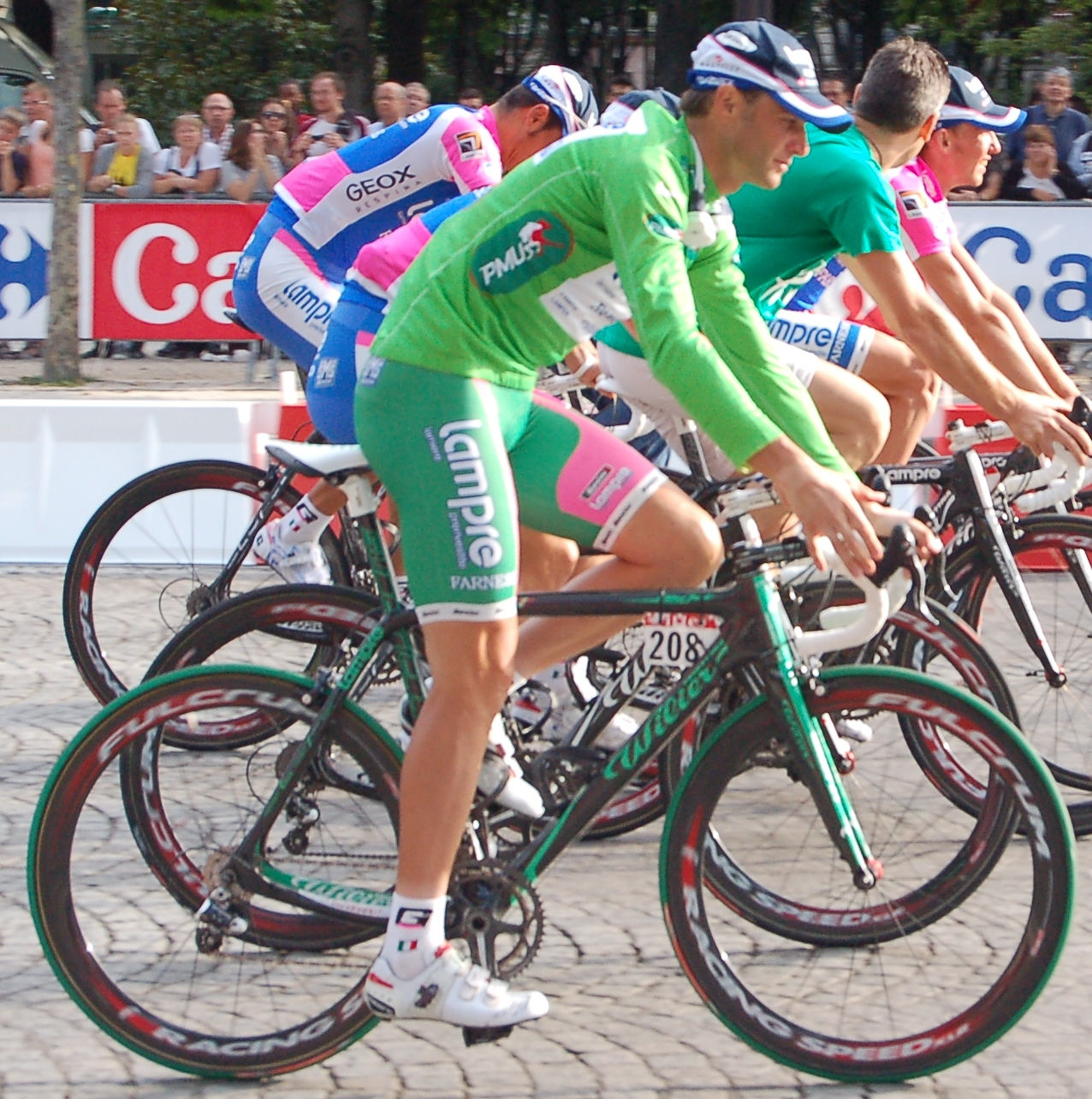
أليساندرو بيتاتشي بالقميص الأخضر

يُعتبر تصنيف النقاط ثالث أقدم تصنيف يمنح قميص في سباق طواف فرنسا،  حيث مُنح لأول مرَّة في سباق طواف فرنسا 1953 في الذكرى الخمسين للسباق، وفاز بِه فريتز شير،  وتُمَنح النقاط لأول 15 متسابق ينهي المَرحَلَة، وتُمَنح نقاط إِضافِيَة لأول 15 متسابق يعبر نقطة مُحددة مسبقًا في كلّ مَرحَلَة، وتختلف النقاط الممنوحة باختلاف نوعِ المَرحَلَة، حيثُ تمنح المراحل البسيطة أكبر عدد من النقاط في النهاية، بينما تمنح مراحل سباق الزمن والمراحل الجبلية نقاطًا أقل في نهاية المَرحَلَة،  ويفوز بالتصنيف صاحب أكبر عدد من النقاط، ويرتدي قميص أخضر. وقد فاز بيتر ساغان بتصنيف النقاط سَبعَ مَرّات.
اختار المُنظمون اللون الأخضر في 1953 إرضاءًا لراعي التصنيف والّذِي يُنتج جزازة العشب، وَفِي 1968 غُير إلى اللون الأحمَر،  وَغير مرَّة ثالثة في العَام التالي،  وَفِي مارس 2015 أعلن المُنظمون أن القميص الأخضر سيكون برعاية شّركَة تَصنِيع السيَّارات التشيكيَّة سكودا أوتو.
كانت النقاط الممنوحة في سباق طواف فرنسا 2015 كالتالي:
| الفئة | الفئة                          | الأول | الثاني | الثالث | 4  | 5  | 6  | 7  | 8  | 9 | 10 | 11 | 12 | 13 | 14 | 15 |
| ----- | ------------------------------ | ----- | ------ | ------ | -- | -- | -- | -- | -- | - | -- | -- | -- | -- | -- | -- |
|       | إكمال المرحلة البسيطة          | 50    | 30     | 20     | 18 | 16 | 14 | 12 | 10 | 8 | 7  | 6  | 5  | 4  | 3  | 2  |
|       | إكمال المرحلة الجبلية المتوسطة | 30    | 25     | 22     | 19 | 17 | 15 | 13 | 11 | 9 | 7  | 6  | 5  | 4  | 3  | 2  |
|       | إكمال المرحلة الجبلية العالية  | 20    | 17     | 15     | 13 | 11 | 10 | 9  | 8  | 7 | 6  | 5  | 4  | 3  | 2  | 1  |
|       | فردي ضد الوقت                  | 20    | 17     | 15     | 13 | 11 | 10 | 9  | 8  | 7 | 6  | 5  | 4  | 3  | 2  | 1  |
|       | عدو متوسط                      | 20    | 17     | 15     | 13 | 11 | 10 | 9  | 8  | 7 | 6  | 5  | 4  | 3  | 2  | 1  |

### تصنيف أفضل شاب

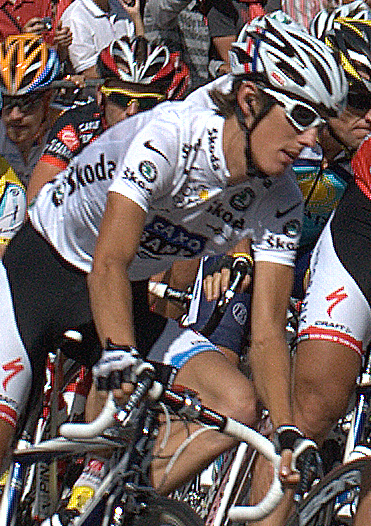
أندي شليك بالقميص الأبيض

أُضيف هَذَا التصنيف إلى طواف فرنسا لأول مرَّة في سباق 1975،  وَكَان فرانشيسكو موسر أول من فاز بتصنيف أفضَل شاب،  بَعد أن احتل المَركَز السابع في الترتيب العَام.
يتم تَحدِيد الفائز بتصنيف أفضَل شاب بنفس طريقة التصنيف العَام، حيثُ تُجَمع أوقات المتسابقين بَعد كلّ مَرحَلَة، ويفوز بالتصنيف صاحب أقل وَقت إجمالي، ويُمَنح الفائز في «تصنيف أفضَل شاب» قميص أبيض، وتوقَّف التصنيف بَين عاميّ 1989 و2000. ويقتصر «تصنيف أفضَل شاب» على الدرَّاجين الذين تقل أعمارهم عَن 26 عامًا، وقد كَان التصنيف مقصورًا على المُحترفين الجدد المُشاركون في أول ثلاث سنوات احترافية، واستمر حتَّى عام 1983 عَندَمَا قرَّر المُنظمون قصر التصنيف على المُشاركون لأول مرة،  وَفِي عام 1987 غير المُنظمون قَوَاعِد التصنيف إلى مَا هي عليه اليوم.
فاز ستة متسابقين في «تصنيف أفضَل شاب» وَفِي التصنيف العَام في نفس العَام وهم لوران فنون (1983)،  ويان أولريش (1997)،  وألبيرتو كونتادور (2007)،  وأندي شليك (2010)،  وإيغان بيرنال (2019)،  وتادي بوجار في عاميّ 2020،  و2021. بينما فاز اثنان من الدرَّاجين بتصنيف «أفضَل شاب» ثلاث مرات في مسيرتهما المهنيَّة وهم جان أولريش،  وآندي شليك.
ترعى شّركَة البصريّات «كريس» تصنيف أفضَل شاب مُنذ 2015.

### التصنيفات الثانوية
تُمَنح «جائزة القتاليَّة» للمتسابق الأكثر حيوية، ويرتدي الفائز بِهَا رقمًا مطبوعًا باللون الأَبيَض على الأحمَر في اليوم التالي، وتُمَنح للمتسابق الأكثر عدوانية خِلال السباق، وبدأت فكرة الجائزة في عام 1908 عَندَمَا قدمت «سبورتس بوبولايرس»، و«لدوكاشن فيسيك»، و«لو بريكس دو كوراج»، جائزة قدرها 100 فرنك وميدالية فضية للمتسابق الّذِي أنهى السباق، وتميّز بشكل خاصّ بطاقته ومثابرته خِلال السباق،  بَدَأت المُنافسة الحديثة على الجائزة في عام 1958،  وَفِي 1959 مُنحت جائزة لأكثر متسابق حيوية في الجولة، ومنذ عام 1981 يتم منحها سنويًا، وفاز «إيدي ميركس» بِهَا أربع مرات.
يتم تقييم الفرق بجمع أوقات أفضَل ثلاثة متسابقين في الفريف في كلّ مَرحَلَة، وَكَان الفَرِيق المتصدر يرتدي خوذات صفراء حتَّى عام 1990، ومنذ عام 2006 يرتدي الفَرِيق الرائد أرقامًا مَطبُوعَة باللون الأسود على الأصفر، وَفِي عام 2012 أعيدت الخوذات.

### التصنيفات التاريخية
مُنحت السباقات المُتَوَسِط قميص أحمر مُنذ عام 1984،  حتَّى أُلغيت في 1989،  مُنذ 1968 كَان هُناك تصنيف نقاط مركب،  يُسجل على أساس الترتيب في التصنيف العَام، وتصنيف النقاط، وتصنيف الجبال، وألغي هَذَا التصنيف في 1989.

### الجوائز

الجوائز المالية في طواف فرنسا 2013 باليورو.

بَلَغَت الجائزة الأولى في أول سباق 20000 فرنك،  وَيَتِمّ زيادتها كلّ عام، وَخِلَال الفَترَة من 1976 إلى 1987 كَانَت الجائزة الأولى عِبَارَة عَن شقة مقدمة من راعي السباق، بينما كَانَت الجائزة الأولى عام 1988 سيارة وشقة استديو وعمل فني و500 ألف فرنك نقدا، وألغيت الجوائز المادّية وأعيدت الجوائز النقدية في عام 1990.
تُمَنح الجوائز والمكافآت عَن المراكز اليومية والمراكز النهائيَّة في نهاية السباق، وَفِي عام 2009 حصل الفائز على 450 ألف يورو، بينما فاز كلّ الفائزين بالمَرحَلَة الأخيرة بمبلغ 8000 يورو، و10 ألف يورو لمرحلة سباق الزمن للفرق، ويحصل الفائزون في تصنيف النقاط وتصنيف الجبال على 25000 يورو، بينما يحصل الفائزون في تصنيف الفُرسان الشباب وتصنيف القتال على مبلغ 20000 يورو، بينما يحصل الفَرِيق الفائز في تصنيف الفرق على 50000 يورو.
في 2021 حصل الفائز في التصنيف العام على 575,969.35 دولار أمريكي.

## مراحل
يتكون السباق الحديث من 21 مرحلة، تقام مرحلة واحدة كل يوم.

### البداية الجماعية

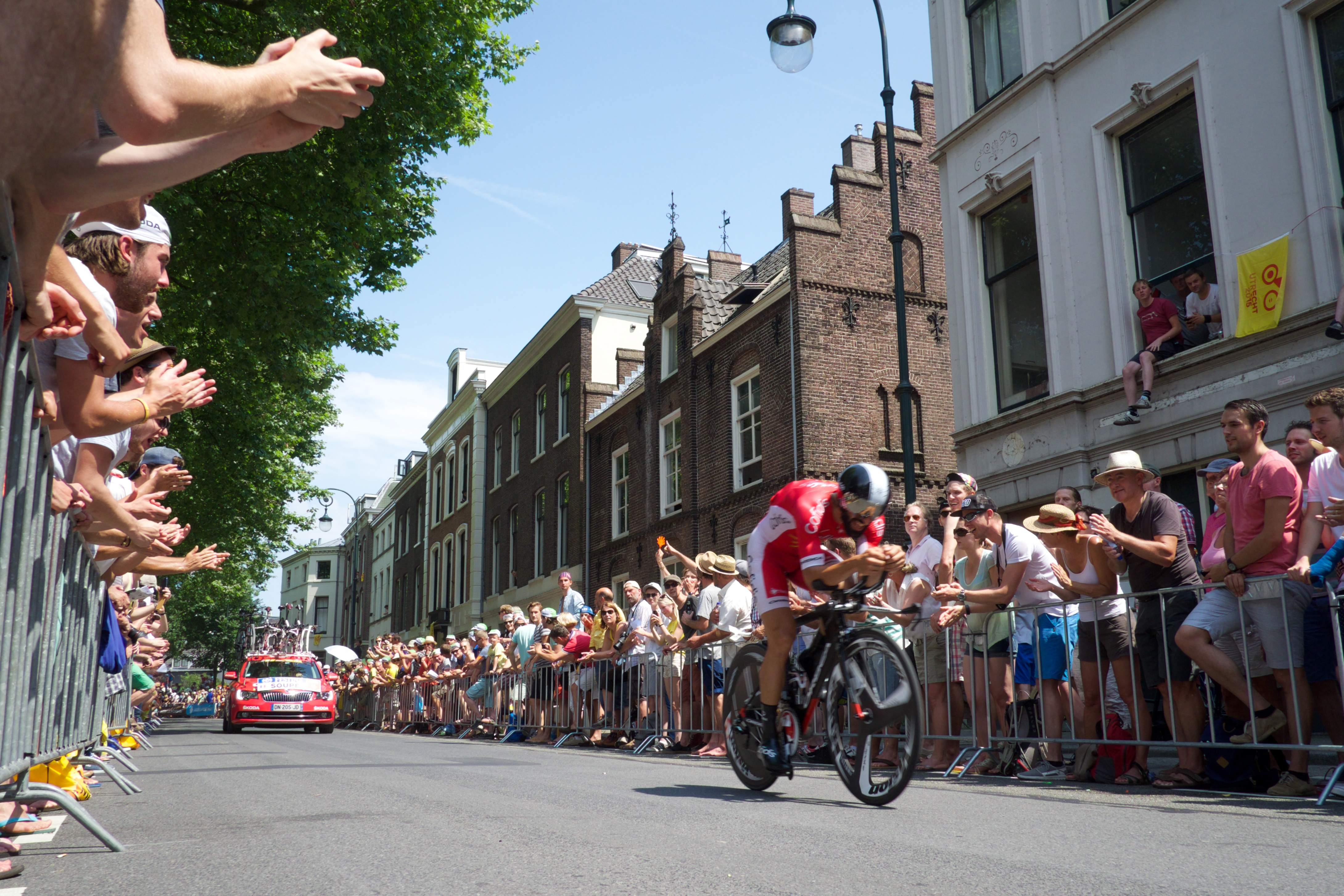
بداية طواف فرنسا عام 2015 في أوترخت

تُصنف مراحل البداية الجماعيَّة إلى «مَرحَلَة بسيطة»، و«مَرحَلَة جبلية مُتَوَسِطَة»، و«مَرحَلَة جبلية»،  وتختلف النقاط الممنوحة في تصنيف العدو باختلاف فئة المَرحَلَة، و«قاعدة الثلاثة كيلو متر»، و«وَقت عَدَم الأهليَّة المسموح بِه» (وَقت الفائز مُضافًا إلى نسبة مُحدَّدة مسبقًا من الوقت)،  وتُمَنح مكافآت الوَقت البالغة 10 و6 و4 ثوانٍ لأول ثلاثة فائزين،  وكانت تُمَنح سابقًا للفائزين بالسباقات المتوسّطة.

### مراحل بارزة

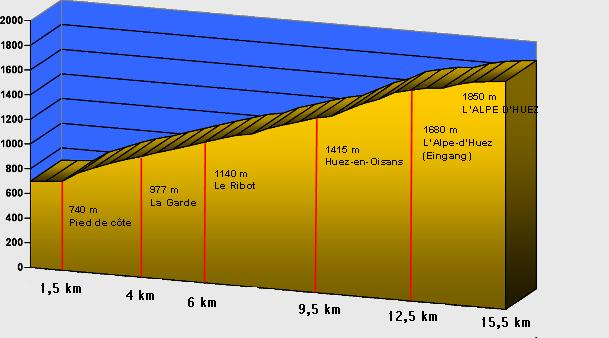
وصف ارتفاع مرحلة التسلق "ألب ديهويز"

### سباق الزمن

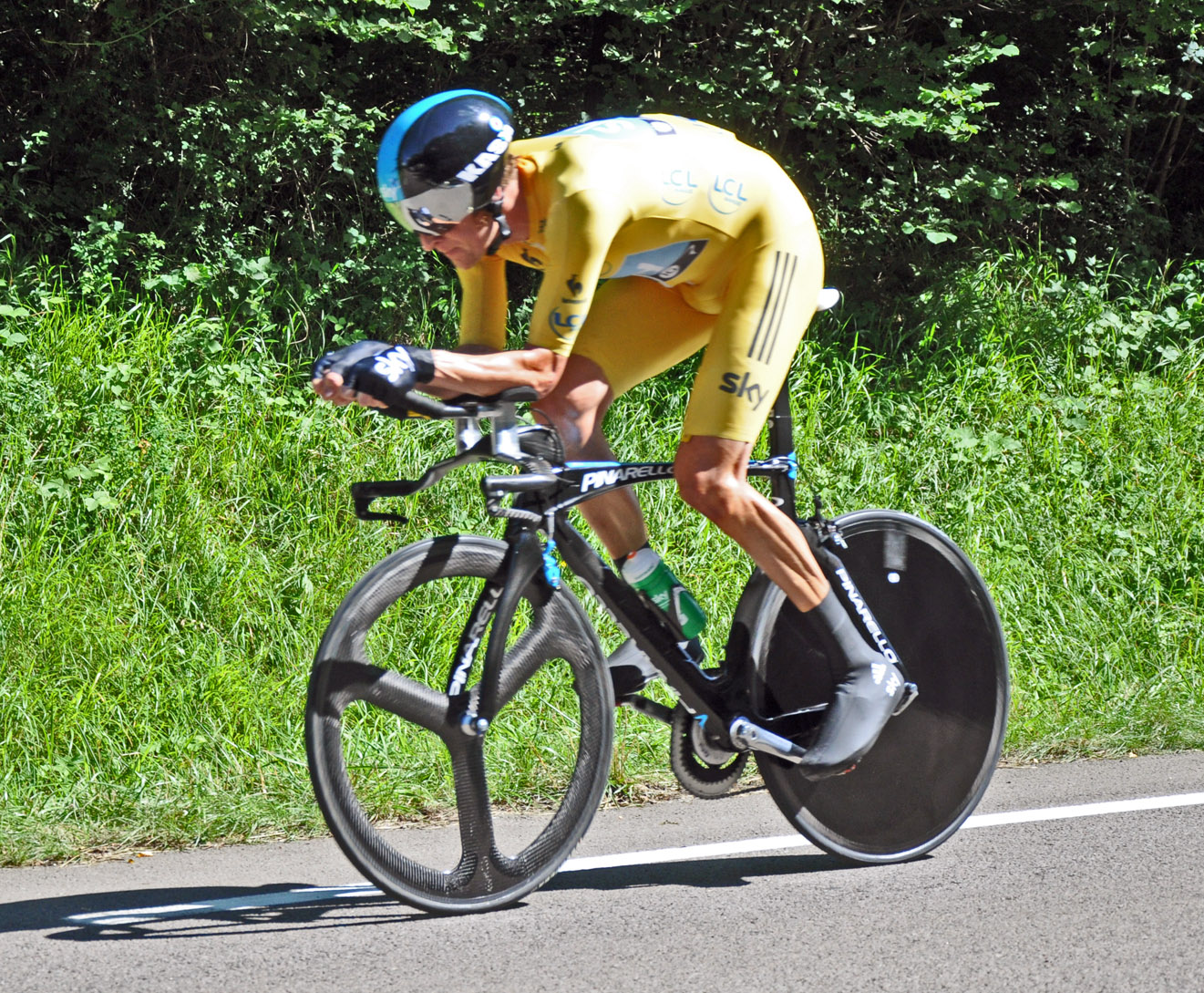
برادلي ويغينز في المرحلة التاسعة (سباق الزمن الفردي) من سباق طواف فرنسا 2012

كَان أول سباق من فئة سباق الزمن في عام 1934 بَين منطقتيّ «لاروش سور يون»، و«نانت» لمسافة 80 كيلو متر،  وغالبًا مَا تكون أول مَرحَلَة في السباقات الحديثة مَرحَلَة «سباق زمن قصير» تمهيدية لتحديد مرتدي القميص الأصفر يوم الافتتاح، وأقيمت أول «مَرحَلَة تمهيدية» في 1967.

## السياسة
أُقيمت أول ثلاث سباقات من 1903 إلى 1905 داخل فرنسا، وَفِي 1906 طاف السباق إلى مِنطَقَة الألزاس واللورين اَلمِنطَقَة الّتِي ضمتها الإمبراطوريَّة الألمانيَّة في عام 1871 بَعد الحرب الفرنسية البروسية، حيثُ أتفق المُنظمون مَع الحاكم الألماني في اِجتِمَاع في متز لتأمين السباق، وَفِي سباق 1939 لَم تشارك أي فرق من إيطاليا وألمانيا أو إسبانيا بسبب التوترات الّتِي سبقت الحرب العالمية الثانية، بَعد المُساعدات الألمانيَّة للقوميين في الحرب الأهلية الإسبانية،  وَخِلَال الحرب العالميَّة خطط «هنري ديجرانج» لإقامة سباق في 1940 قَبل غزو فرنسا، ووافقت السُلطات العسكريَّة على مسار السباق على طُول خط ماجينو،  وتوقَّفت خطط إقامَة السباق بَعد الغزو الألماني لفرنسا،  وَلَم يقم مرَّة أُخرى حتَّى عام 1947،  وشارك أول فَرِيق ألماني بَعد الحرب في السباق في 1960،  وانطلقت بداية السباق من ألمانيا أربع مرات: من كولونيا في 1965،  ومن فرانكفورت في 1980،  ومن غَرب برلين في الذكرى 750 لتأسيس المدينة في 1987،  ومن دوسلدورف في 2017.

### كورسيكا
بحلول عام 2013، كَان طواف فرنسا قد زار كَافّة مَنَاطِق فرنسا متروبوليتان باستثناء مِنطَقَة كورسيكا،  وقال «جان ماري لوبلان» عَندَمَا كَان منظمًا للسباق، إن الجزيرة لَم تطلب أن يبدأ السباق مِنهَا، وقال أنَّه من الصعب تَوفِير السكن لأربعة ألف شخص فِيهَا،  فيمَا رحب فرانسوا ألفونسي المتحدث بِاِسم الحزب القومي الكورسيكي بإقامة بداية السباق في كورسيكا،  وأقيمت المراحل الثلاث الافتتاحيّة لسباق طواف فرنسا 2013 في كورسيكا كجزء من الاحتفالات بمئوية السباق.

## بداية السباق ونهايته
تقع معظم مراحل السباق في البر الرئيسي لفرنسا، ومنذ منتصف الخمسينيات من القرن الماضي بدأ السباق بزيارة البلدان المجاورة:  مثل أندورا وبلجيكا وألمانيا (وألمانيا الغربية سابقًا) وأيرلندا وإيطاليا ولوكسمبورغ وموناكو وهولندا وإسبانيا، فيما استضافت سويسرا والمملكة المتحدة بعض مراحل السباق، ومنذ عام 1975 كانت نهاية السباق في الشانزلزيه في باريس، فيما كانت نهاية السباق من 1903 إلى 1967 في بارك دي برينس في غرب باريس، وفي فيلودروم دي فينسين جنوب العاصمة من 1968 إلى 1974. 

### بداية من خارج فرنسا
بدأت الإصدارات التالية من السباق خارج فرنسا أو من المقرر أن تكون كذلك:
- 1954:  أمستردام، هولندا
- 1958:  بروكسل، بلجيكا
- 1965:  كولونيا، ألمانيا الغربية
- 1973:  لاهاي، هولندا
- 1975:  شارلوروا، بلجيكا
- 1978:  لايدن، هولندا
- 1980:  فرانكفورت، ألمانيا الغربية
- 1982:  بازل، سويسرا
- 1987: برلين الغربية
- 1989:  لوكسمبورغ (مدينة)، لوكسمبورغ

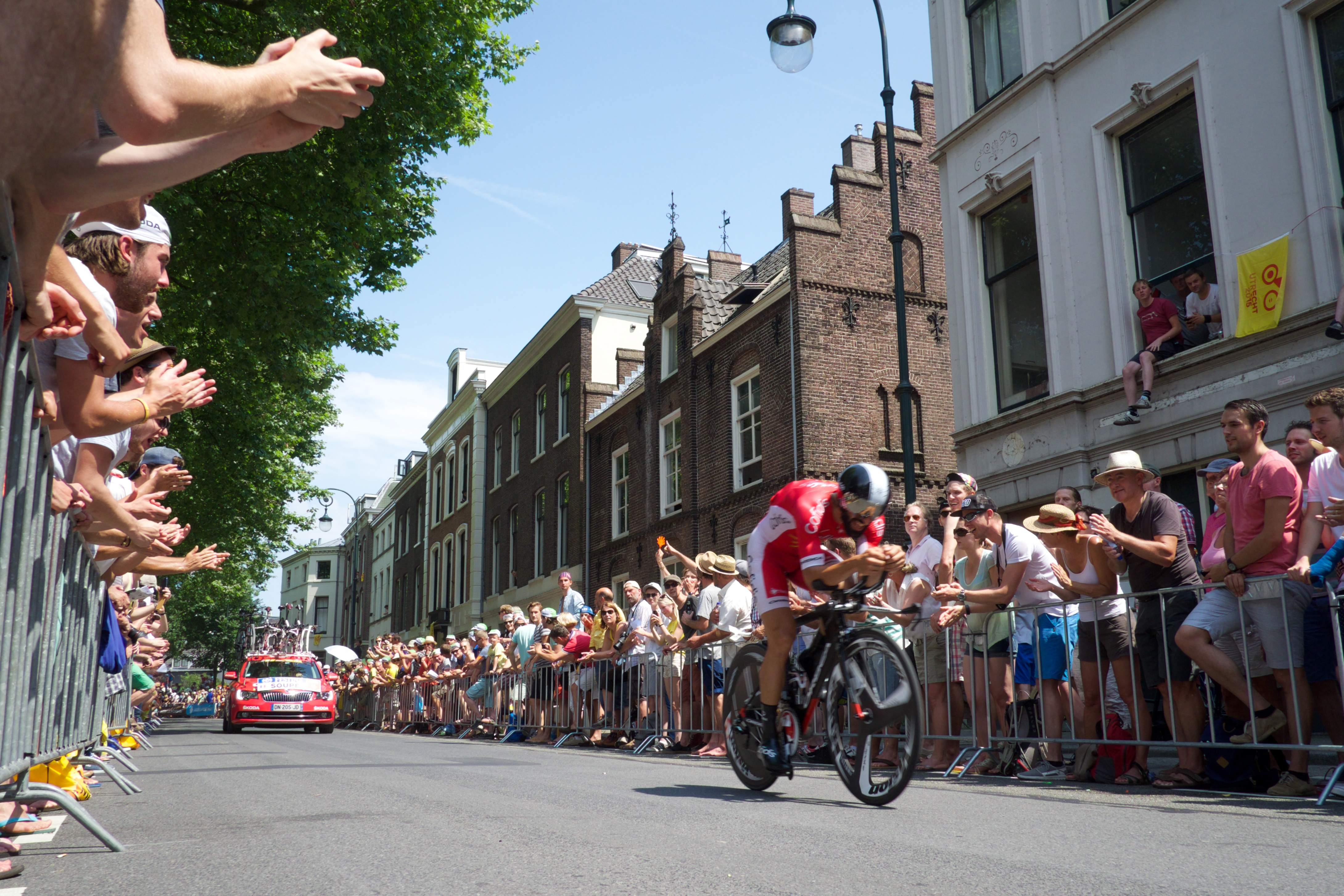
بداية سباق فرنسا للدراجات عام 2015 في أوتريخت

- 1992:  سان سيباستيان، إسبانيا
- 1996:  سيرتوخيمبوس، هولندا
- 1998:  دبلن، أيرلندا
- 2002:  لوكسمبورغ (مدينة)، لوكسمبورغ
- 2004:  لياج، بلجيكا
- 2007:  لندن، المملكة المتحدة
- 2009:  مونت كارلو، موناكو
- 2010:  روتردام، هولندا
- 2012:  لياج، بلجيكا
- 2014:  ليدز، المملكة المتحدة
- 2015:  أوترخت، هولندا
- 2017:  دوسلدورف، ألمانيا
- 2019:  بروكسل، بلجيكا
- 2022:  كوبنهاغن، الدنمارك
- 2023:  بلباو، إسبانيا

## المنشطات

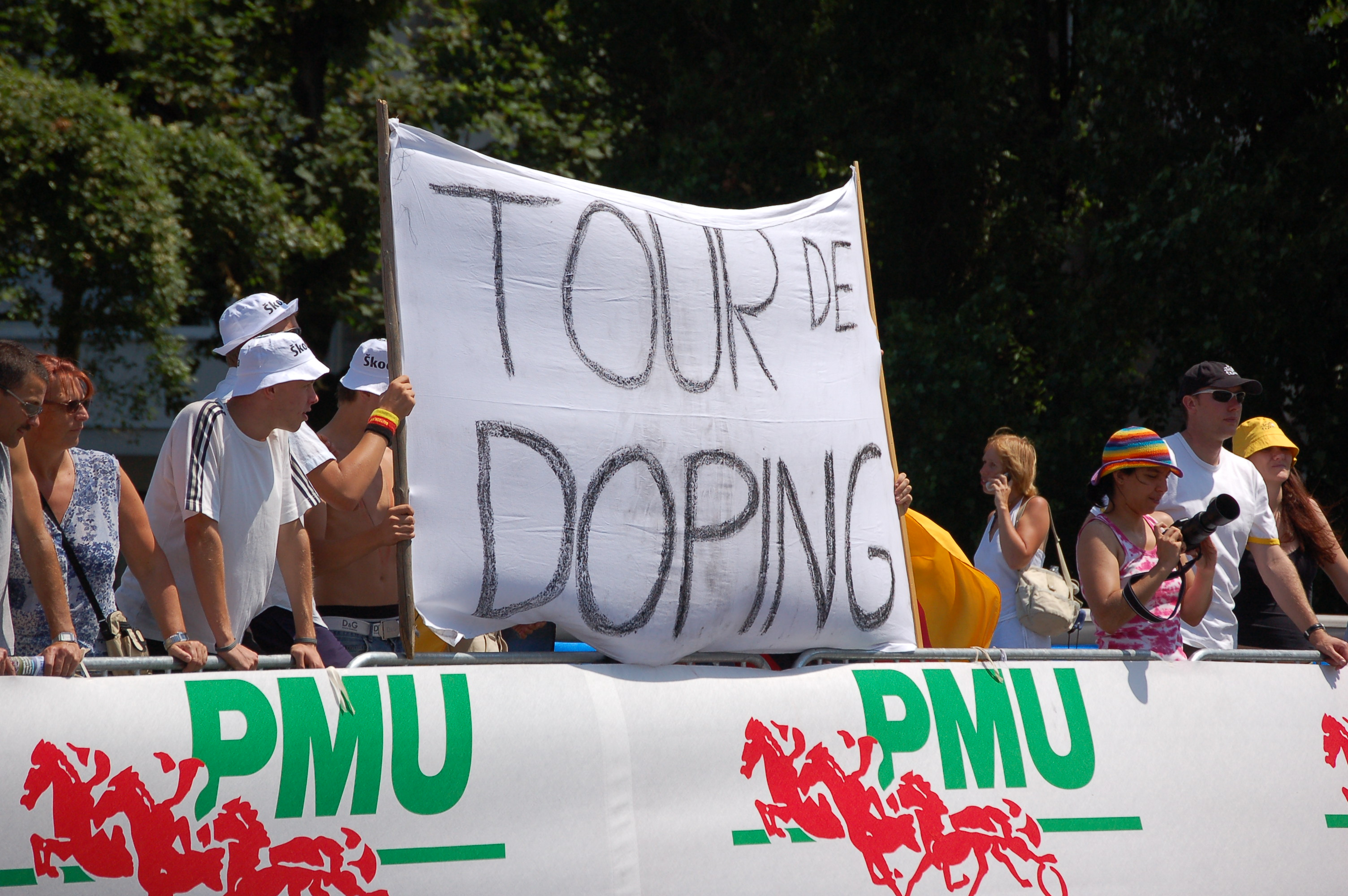
لافتة المتفرجين خلال سباق فرنسا للدراجات عام 2006

انتشرت مزاعم تعاطي المنشطات في السباق مُنذ انطلاقه في 1903، حيثُ كَان الراكبون الأوائل يشربون الكحول ويستخدمون الأثير لتخفيف الألم،  وعلى مر السنين زاد أدائهم وأقر الاتحاد الدولي للدراجات وَالحُكُومات بقوانين وسياسات لِمُكَافَحَة هَذِه المُمَارسات، وَفِي عام 1924 أخبر هنري باليسر وشقيقه تشارلز باليسر الصحفي ألبرت لندرس أنهما استخدما الإستركنين، والكوكايين والكلوروفورم، والأسبرين و«مرهم الحصان» ومخدرات أُخرى.
في 13 يوليو 1967 تُوفيَّ الدراج البريطانيّ توم سيمبسون بَعد تناوله الأمفيتامين، وَفِي عام 1998 ألقي القبض على «ويَلِي فويت» قائد فَرِيق فيستينا، وبحوزته إريثروبويتين، وهرمونات النمُو، والتستوستيرون والأمفيتامين، وأعد مُنظمي السباق والاتحاد الدولي للدراجات تَدَابِير وفحوصات دورية واختبارات لمنشطات الدم.
فاز لانس آرمسترونج بسبع سباقات متتالية من عام 1999 إلى عام 2005،  وَبَعد فوزه السابع نشرت مجلّة «ليكيب» وثائق قَالَت إنها تظهر أن أرمسترونج لجأ للمكتب الأوروبيّ للبراءات في سباق 1999،  وَفِي نفس الجولة أظهر «بول أرمسترونج» آثارًا لهرمون جلوكورتيكوستيرويد، وقال إنه استخدم كريم جلدي يحتوي على تريامسينولون لعلاج قروح الشرج. وأنه حصل على إذن من الاتِحاد الدوليّ للدراجات لاستخدامه،  وتوّجت مزاعم أُخرى في نهاية المطاف بإقصائه من كَافّة انتصاراته، ومنعه من المُنافسة في الرياضات الاحترافية مدى الحَيَاة.
شهد سباق عام 2006 قَضِيّة منشطات «أوبراسيون بويرتو» قَبل انطلاقه، وتورط 17 متسابقًا، وفاز فلويد لانديس بالسباق، وخسر استئنافه أمام محكمة التحكيم الرياضية في 30 يونيو 2008، وتمَّ اِختِيَار أوسكار بريرو كفائز بدلًا منه.
في 24 مايو 2007 اعتُرف إريك تسابل بِاستخدام الإريثروبويتين في سباق 1996،  وطلب من زملائه الاعتراف بِمَا فعلوه سابقًا، ولاحقًا اعتُرف بيارني ريس بأنَّه استخدم الإريثروبويتين بانتظام من 1993 إلى 1998.

## حالات الوفاة
تُوفيَّ عدَّة لاعبين خِلال سباق فرنسا للدراجات:
- 1910: غرق المتسابق الفرنسيّ «أدولف هيليير» في ريفيرا الفرنسية في يوم راحة.[92][93][94]
- 1935: غرق المتسابق الإسبانيّ فرنسيسكو سيبيدا في «كول دو جاليبير».[95]
- 1967: 13 يوليو، تُوفيَّ توم سيمبسون بسبب قصور القلب أَثناء مَرحَلَة الصعود في «مونت فينتو»، ولاحقًا عُثر على أمفيتامين في قميصه.[96][97]
- 1995: 18 يوليو، تُوفيَّ «فابيو كاسارتيلي» بَعد تعثره في منحدر «كول دي بورتيه داسبيت» بسرعة 88 كيلومتر في الساعة (55 ميل/س).[98][99]

وقَّعت سبع حوادث أُخرى مميتة:
- 1934: تُوفيَّ سائق دراجة نارية كَان يُقَدِم قَبل وصول راكبي الدرَّاجات في مضمار «لاروش سور يون» بَعد اصطدامه بسرعة عالية.[100]
- 1957: 14 يوليو: خرج سائق الدراجة النارية «رينيه واجنر» والراكب «أليكس فيرو» عَن الطريق في جبال البرانس الإسبانيَّة.[101]
- 1958: تُوفيَّ «كونستانت ووترز» متأثرا بجروح أُصيب بِهَا بَعد أن اصطدم بِه الدراج «أندريه داريجيد» في حَدِيقَة الأُمراء.[5]
- 1964: اصطدمت شاحنة تموين بجسر في مِنطَقَة دوردونيي، وأدت لمقتل تسعة أشخاص.[102]
- 2000: صدمت سيارة فتاة تَبلُغ من العمر 12 عامًا في قافلة الدعاية لطواف فرنسا.[5]
- 2002: تُوفيَّ «ميلفين بومبيلي» (سبع سنوات) بَعد أن ركض أمام قافلة دعاية للسباق.[5]
- 2009: 18 يوليو، صدمت دراجة نارية تَابِعَة للشرطة رجل في الستينيّات من عمره، أَثناء عبوره الطريق بالقرب من ويتلسهايم وأدت لوفاته.[103]

## الفائزون
| السنة     | الفائز                                    | الثاني                                    | الثالث                                    |
| --------- | ----------------------------------------- | ----------------------------------------- | ----------------------------------------- |
| 1903      | موريس غارين                               | Lucien Pothier                            | Fernand Augereau                          |
| 1904      | هنري كورنيه                               | Jean-Baptiste Dortignacq                  | Aloïs Catteau                             |
| 1905      | لويس تروسيلير                             | Hippolyte Aucouturier                     | Jean-Baptiste Dortignacq                  |
| 1906      | رينيه بوتيه                               | جورج باسيريو                              | لويس تروسيلير                             |
| 1907      | لوسيان بوتي-بريتون                        | غوستاف جريجو                              | إميل جورجيت                               |
| 1908      | لوسيان بوتي-بريتون                        | فرانسوا فابر                              | جورج باسيريو                              |
| 1909      | فرانسوا فابر                              | غوستاف جريجو                              | Jean Alavoine                             |
| 1910      | أوكتاف لابيز                              | فرانسوا فابر                              | غوستاف جريجو                              |
| 1911      | غوستاف جريجو                              | Paul Duboc                                | إميل جورجيت                               |
| 1912      | أوديل ديفرايي                             | أوجين كريستوف                             | غوستاف جريجو                              |
| 1913      | فيليب تيس                                 | غوستاف جريجو                              | مارسيل بويس                               |
| 1914      | فيليب تيس                                 | هنري باليسر                               | Jean Alavoine                             |
| 1915-1918 | لم يقم السباق خلال الحرب العالمية الأولى  | لم يقم السباق خلال الحرب العالمية الأولى  | لم يقم السباق خلال الحرب العالمية الأولى  |
| 1919      | فيرمين لامبوت                             | Jean Alavoine                             | أوجين كريستوف                             |
| 1920      | فيليب تيس                                 | Hector Heusghem                           | فيرمين لامبوت                             |
| 1921      | ليون سيور                                 | Hector Heusghem                           | أونوريه بارتيليمي                         |
| 1922      | فيرمين لامبوت                             | Jean Alavoine                             | Félix Sellier                             |
| 1923      | هنري باليسر                               | Ottavio Bottecchia                        | رومان بيلينجيه                            |
| 1924      | Ottavio Bottecchia                        | نيكولا فرانتز                             | لوسيان بويس                               |
| 1925      | Ottavio Bottecchia                        | لوسيان بويس                               | بارتولوميو ايمو                           |
| 1926      | لوسيان بويس                               | نيكولا فرانتز                             | بارتولوميو ايمو                           |
| 1927      | نيكولا فرانتز                             | موريس دي وايل                             | Julien Vervaecke                          |
| 1928      | نيكولا فرانتز                             | أندريه ليدوك                              | موريس دي وايل                             |
| 1929      | موريس دي وايل                             | Giuseppe Pancera                          | Jef Demuysere                             |
| 1930      | أندريه ليدوك                              | لياركو غيرا                               | أنطونين ماغني                             |
| 1931      | أنطونين ماغني                             | Jef Demuysere                             | أنطونيو بسنتي                             |
| 1932      | أندريه ليدوك                              | Kurt Stöpel                               | فرانشيسكو كاموسو                          |
| 1933      | جورج سبايكر                               | لياركو غيرا                               | Giuseppe Martano                          |
| 1934      | أنطونين ماغني                             | Giuseppe Martano                          | روجيه لابيبي                              |
| 1935      | رومان مايس                                | امبروجيو موريلي                           | Félicien Vervaecke                        |
| 1936      | سيلفير مايس                               | أنطونين ماغني                             | Félicien Vervaecke                        |
| 1937      | روجيه لابيبي                              | Mario Vicini                              | ليو أمبرج                                 |
| 1938      | جينو بارتلي                               | Félicien Vervaecke                        | Victor Cosson                             |
| 1939      | سيلفير مايس                               | René Vietto                               | Lucien Vlaemynck                          |
| 1940-1946 | لم يقم السباق خلال الحرب العالمية الثانية | لم يقم السباق خلال الحرب العالمية الثانية | لم يقم السباق خلال الحرب العالمية الثانية |
| 1947      | جان روبك                                  | Édouard Fachleitner                       | بيير برامبيا                              |
| 1948      | جينو بارتلي                               | بريك سكوت                                 | Guy Lapébie                               |
| 1949      | فاوسطو كوبي                               | جينو بارتلي                               | جاك مارينيللي                             |
| 1950      | فرديناند كوبلر                            | ستان أوكيرس                               | ليسون بوبيت                               |
| 1951      | هوغو كوبلت                                | Raphaël Géminiani                         | Lucien Lazaridès                          |
| 1952      | فاوسطو كوبي                               | ستان أوكيرس                               | بيرناردو رويث                             |
| 1953      | ليسون بوبيت                               | Jean Malléjac                             | Giancarlo Astrua                          |
| 1954      | ليسون بوبيت                               | فرديناند كوبلر                            | فريتز شير                                 |
| 1955      | ليسون بوبيت                               | Jean Brankart                             | شارلي جاول                                |
| 1956      | روجر والكووياك                            | Gilbert Bauvin                            | Jan Adriaensens                           |
| 1957      | جاك أنكيتيل                               | مارسيل يانسن (دراج)                       | أدولف كريستيان                            |
| 1958      | شارلي جاول                                | Vito Favero                               | Raphaël Géminiani                         |
| 1959      | فيديريكو باهامونتيس                       | هنري أنغليد ‏                              | جاك أنكيتيل                               |
| 1960      | غاستوني نينسيني                           | Graziano Battistini                       | Jan Adriaensens                           |
| 1961      | جاك أنكيتيل                               | Guido Carlesi                             | شارلي جاول                                |
| 1962      | جاك أنكيتيل                               | جيف بلانكايرت                             | رايمون بوليدور                            |
| 1963      | جاك أنكيتيل                               | فيديريكو باهامونتيس                       | خوسيه بيريز فرانسيس                       |
| 1964      | جاك أنكيتيل                               | رايمون بوليدور                            | فيديريكو باهامونتيس                       |
| 1965      | فيليتشي جيموندي                           | رايمون بوليدور                            | جياني موتا                                |
| 1966      | لوسيان إيمار                              | يان يانسين                                | رايمون بوليدور                            |
| 1967      | روجي بانجون                               | خوليو خيمينيز                             | فرانكو بالماميون                          |
| 1968      | يان يانسين                                | هيرمان فان سبرينجيل                       | فيرديناند براك                            |
| 1969      | إيدي ميركس                                | روجي بانجون                               | رايمون بوليدور                            |
| 1970      | إيدي ميركس                                | يوب زوتميلك                               | غوستا بيترسون                             |
| 1971      | إيدي ميركس                                | يوب زوتميلك                               | لوسيان فان يمبي                           |
| 1972      | إيدي ميركس                                | فيليتشي جيموندي                           | رايمون بوليدور                            |
| 1973      | خيسوس لويس أوكانيا                        | برنارد تيفينيه                            | خوسي مانويل فوينتي                        |
| 1974      | إيدي ميركس                                | رايمون بوليدور                            | فيسنتي لوبيز كاريل                        |
| 1975      | برنارد تيفينيه                            | إيدي ميركس                                | لوسيان فان يمبي                           |
| 1976      | لوسيان فان يمبي                           | يوب زوتميلك                               | رايمون بوليدور                            |
| 1977      | برنارد تيفينيه                            | هني كويبر                                 | لوسيان فان يمبي                           |
| 1978      | بيرنار إينو                               | يوب زوتميلك                               | جواكيم أغوستينو                           |
| 1979      | بيرنار إينو                               | يوب زوتميلك                               | جواكيم أغوستينو                           |
| 1980      | يوب زوتميلك                               | هني كويبر                                 | ريمون مارتن                               |
| 1981      | بيرنار إينو                               | لوسيان فان يمبي                           | روبرت البان                               |
| 1982      | بيرنار إينو                               | يوب زوتميلك                               | يوهان فان دير فيلدي                       |
| 1983      | لوران فنون                                | أنخيل أرويو                               | بيتر فينين                                |
| 1984      | لوران فنون                                | بيرنار إينو                               | جريج لوموند                               |
| 1985      | بيرنار إينو                               | جريج لوموند                               | ستيفن روش                                 |
| 1986      | جريج لوموند                               | بيرنار إينو                               | أورس زيمرمان                              |
| 1987      | ستيفن روش                                 | بيدرو ديلغادو                             | جان فرانسوا بيرنارد                       |
| 1988      | بيدرو ديلغادو                             | ستيفن روكس                                | فابيو بارا                                |
| 1989      | جريج لوموند                               | لوران فنون                                | بيدرو ديلغادو                             |
| 1990      | جريج لوموند                               | كلاوديو تشيابوتشي                         | Erik Breukink                             |
| 1991      | ميغيل إندوراين                            | جياني بونيو                               | كلاوديو تشيابوتشي                         |
| 1992      | ميغيل إندوراين                            | كلاوديو تشيابوتشي                         | جياني بونيو                               |
| 1993      | ميغيل إندوراين                            | طوني رومينغر                              | Zenon Jaskuła                             |
| 1994      | ميغيل إندوراين                            | بيوتر أوجروموف                            | ماركو بانتاني                             |
| 1995      | ميغيل إندوراين                            | أليكس تسولي                               | بيارني ريس                                |
| 1996      | بيارني ريس                                | يان أولريش                                | ريتشارد فيرينك                            |
| 1997      | يان أولريش                                | ريتشارد فيرينك                            | ماركو بانتاني                             |
| 1998      | ماركو بانتاني                             | يان أولريش                                | بوبي جوليك                                |
| 1999      | شاغر                                      | أليكس تسولي                               | فرناندو إسكارتن                           |
| 2000      | شاغر                                      | يان أولريش                                | خوسيبا بيلوكي                             |
| 2001      | شاغر                                      | يان أولريش                                | خوسيبا بيلوكي                             |
| 2002      | شاغر                                      | خوسيبا بيلوكي                             | ريموندس رومساس                            |
| 2003      | شاغر                                      | يان أولريش                                | أليكساندر فينوكوروف                       |
| 2004      | شاغر                                      | أندرياس كلودن                             | إيفان باسو                                |
| 2005      | شاغر                                      | إيفان باسو                                | شاغر                                      |
| 2006      | أوسكار بريرو                              | أندرياس كلودن                             | كارلوس ساستري                             |
| 2007      | ألبيرتو كونتادور                          | كاديل إفانز                               | شاغر                                      |
| 2008      | كارلوس ساستري                             | كاديل إفانز                               | دينيس مينتشوف                             |
| 2009      | ألبيرتو كونتادور                          | أندي شليك                                 | برادلي ويغينز                             |
| 2010      | أندي شليك                                 | صمويل سانتشيث                             | يورغن فان دن برويك                        |
| 2011      | كاديل إفانز                               | أندي شليك                                 | فرانك شليك                                |
| 2012      | برادلي ويغينز                             | كريس فروم                                 | فينتشينزو نيبالي                          |
| 2013      | كريس فروم                                 | نيرو كوينتانا                             | خواكيم رودريغيث                           |
| 2014      | فينتشينزو نيبالي                          | جان كريستوف بيرو                          | تيبو بينو                                 |
| 2015      | كريس فروم                                 | نيرو كوينتانا                             | أليخاندرو بالبيردي                        |
| 2016      | كريس فروم                                 | رومان بارديه                              | نيرو كوينتانا                             |
| 2017      | كريس فروم                                 | ريغوبيرتو أوران                           | رومان بارديه                              |
| 2018      | جيرانت توماس                              | توم دومولين                               | كريس فروم                                 |
| 2019      | إيغان بيرنال                              | جيرانت توماس                              | ستيفن كرويسفيك                            |

## السجلات والإحصائيات

### الأكثر فوزًا
فاز أربعة مُتسابقون خمس مرات وهم جاك أنتيل (فرنسا)، وإيدي ميركس (بلجيكا)، وبيرنار إينو (فرنسا)، وميغيل إندوراين (إسبانيا)، وقد سجلت إندوراين خمسة انتصارات متتالية قياسية.
| فوز | المتسابق             | السنوات                      |
| --- | -------------------- | ---------------------------- |
| 5   | جاك أنكيتيل (FRA)    | 1957، 1961، 1962، 1963، 1964 |
| 5   | إيدي ميركس (BEL)     | 1969، 1970، 1971، 1972، 1974 |
| 5   | بيرنار إينو (FRA)    | 1978، 1979، 1981، 1982، 1985 |
| 5   | ميغيل إندوراين (ESP) | 1991، 1992، 1993، 1994، 1995 |
| 4   | كريس فروم (GBR)      | 2013، 2015، 2016، 2017       |
| 3   | فيليب تيس (BEL)      | 1913، 1914، 1920             |
| 3   | ليسون بوبيت (FRA)    | 1953، 1954، 1955             |
| 3   | جريج لوموند (USA)    | 1986، 1989، 1990             |

### من أشهر المتسابقين
ينتمي المتسابقون إلى عدة جنسيات، ومن أشهر الفائزين منهم في الترتيب العام:
- لانس آرمسترونج الأمريكي الذي فاز سبع مرات متتالية بين 1999 و2005.(سحبت منه جميعا بسبب تعاطي المنشطات )
- جاك أنكتيل (Jacques Anquetil) الفرنسي الذي فاز خمس مرات سنة 1957 ثم فيما بين 1961 و1964.
- إدي ميركس (Eddy Merckx) البلجيكي الذي فاز خمس مرات فيما بين 1961 و1972 ثم 1974.
- برنار هينو (Bernard Hinault) الفرنسي الذي فاز خمس مرات سنوات: 1978، 1979، 1981، 1982، 1985.
- ميغيل إندوراين الإسباني الذي فاز بالسباق خمس مرات بين 1991 و1995.

## اقرأ أيضا
- لوز سانت سوفور